# Кобза (компанія)
«СП Кобза (Україна-Канада)» (або УКСП «Кобза») — українсько-канадське спільне підприємство, яке спеціалізувалося на музичній діяльності, створене в Києві в грудні 1988 канадським бізнесменом Миколою Морозом (фірма «Ластівка») та головою Фонду культури Борисом Олійником. Активно діяло в 1988–96.

## Історія

### Початки
Ідея започаткування фірми виникла улітку 1988 року, коли Микола Мороз, перебуваючи в Україні побачив колосальні зміни в суспільстві. Вже у вересні 1988 інженер-будівник Микола Мороз поїхав разом з своїм підлеглим Віктором Мішаловим в Україну, щоб наладнати деякі проекти. Відповідних партнерів для створення спільного підприємства було знайдено на базі групи друзів Віктора Мішалова, який раніше вчився в Київській консерваторії; до групи ввійшли: Олег Репецький, Анатолій Калениченко, Тарас Мельник, Олександр Горностай та Ігор Ядловський (юрист). З Українським фондом культури був підписаний договір про створення спільного канадсько-українського підприємства для пропагування української музики й культури в світі.
Фольклорист Михайло Хай так описав значення цієї фірми: 
|  | «Кобза» була серйозним культурологічним синдикатом. Усі відділи мала з усіма типами культури, які тільки існують взагалі. Був відділ духовної музики, естрадної, фольклорної... Перша цифрова студія в Україні звукозапису. Перша! Канадієць-меценат Микола Мороз із Борисом Олійником зробили попервах історичну справу. Вони скористалися роками перед незалежністю тим, що я називаю «кравчуківським переляком». Бо тоді все йшло отако: «На великий палець»! |

Микола Мороз строго вимагав, щоб фірма була українсько-канадською, а не канадсько-радянською, — і щоб уся ділова документація велася українською мовою, що й викликало проблеми, оскільки ніхто в Торговельній палаті в Києві не володів українською мовою.

Микола Мороз говорив: 
|  | Я вперше відвідав Україну 1982 року. Після того їздив в Україну щороку, і було видно, що українська культура і, зокрема, музика перебувають під величезним тиском. У грудні 1988 року ми створили СП Кобза, це було результатом багатьох поїздок і величезних зусиль. Ми тиражували касети української музики, створили студію аудіо для запису, а в травні 1989 року перебрали керівництво першою Червоною Рутою |

.

## Генеральні директори
- Олег Репецький (1988—1991)
- Анатолій Євтух (1992—1994)
- Юрій Кедринський (1995—1996)

### Головні працівники в системі Кобза СП.
В Україні: Роман Лунь, Віктор Женченко (від Фонду культури України), Ігор Ядловський (юрист), Олександр Мельник (звуко-інженер), Тарас Мельник, Олександр Горностай, Д-р Анатолій Калиниченко, Михайло Хай, Володимир Осадчий, Володимир Гончаренко, Анатолій Носенко, Р. Дутко, Б. Сюта, М. Юрченко, Б. Куць, В. Лещенко.
В Торонто: д-р Марко Стех, д-р Віктор Мішалов, Тамара Ландинес, д-р Богдан Клід (підготовка до 1-ї Червоної Рути), Маруся Наумчук-Мороз, Люся Тимошенко.

## Головні проекти

### Студія звукозапису «Кобза»
1. Організація аудіостудії в Києві із цифровим обладнанням, (1989).
2. Організація підприємства для тиражування аудіокасет.
3. Доставка 100 000 аудіокасет із Німеччини до СП Кобзи в Києві, 1990.
4. Записала та видала понад 30 аудіокасет української академічної, духовної, народної та масової музики.

### Етнокабінет «Кобза»
Михайло Хай очолював відділ дослідів і збірки фольклору на аудіо- та відеоносіях, провадив експедиції по різних регіонах України. Серію записів автентичного фольклору було зроблено та видано з метою популяризації автентичного фольклору, — замість сценічних, опрацьованих зразків, — а також з метою зберегти останні зі зразків, які дійшли до нашого часу.

### Фестиваль «Червона рута»
Організація першої Червоної Рути в Чернівцях в 1989 році.
Фестиваль «Червона Рута» в Чернівцях був запланований Міністерством культури України і очолений Комсомолом України але незабаром стало ясно що фонди ніякі не приділили для проведення фестивалю. Щоби уникнути провалу проєкту, у квітні 1989 головний директор фірми Кобзи Олег Репецький пропонував Миколі Морозу фінансово перебрати цей фестиваль через брак фондів у Комсомолу України.
Відбулися дві наради проводу СП Кобза з головою Комсомолу У., на яких Микола Мороз зобов'язався оплатити кошти для технічного обладнання фестивалю для стадіону в Чернівцях (із Західної Європи) і що СП Кобза перебере керівництво фестивалю. Було також вирішено, що ввесь штаб СП Кобзи разом з обладнанням був призначений на підготовку і проведення фестивалю. Комітет з підготовки фестивалю очолив Тарас Мельник.
Фірма «Кобза» оплатила за оренду та доставку звукового обладнання для стадіону в Чернівцях, яку привезли з Німеччини та Польщі. «Кобза» також організувала участь артистів з діаспори й оплатила кільком із них кошти переїзду, як і всім — готельне перебування та харчування. «Кобза» також активно дбала про створення «мінусівок» (фонограми без запису голосу артиста) та запису артистів фестивалю, які записувалися та тиражувалися на місці, вживаючи найсучасніше тиражувальне обладнання, (котре дістали з Англії) на 100 000 високоякісних плівок «BASF» які перевезли з Німеччини.
Концерти фестивалю записувалися і була безуспішна спроба фінансово повернути фестивальні витрати продажем записів артистів.

### Видавництво «Кобза»
1. Організація двох друкарень у Києві: одне з перших видань — Святослав Караванський, «Практичний словник синонімів української мови», К.: СП «Кобза», 480 ст. Друкарня випустила понад 200 книжкових видань.
2. Марко Стех керував при Кобзі СП видавництвом «ОРІЙ». Одне з головних видань — для університетів в Україні — переклад з англійської на українську: DAVIDSON'S PRINCIPLES AND PRACTICE OF MEDICINE. — спільно з орг.: Українські Медики Провінції Алберти. (1993).
3. Практичний словник синонімів української мови. К.: СП «Кобза», 1995. — С. 332.

Видавництво «Кобза» закрилося коли Київська міськрада вирішила раптом підвищити оплату за оренду приміщення в Києві в 150 разів, вимагаючи гроші за оренду готівкою наперед. Коли оплату за оренду не було доставлено вчасно, дороге німецьке друкарське обладнання та імпортований фінський друкарський папір (вартістю 40 000 доларів) були виставлені на вулиці де попали під дощ і були знищені.

### Концертна та гастрольна діяльність
Із жовтня 1989 року Олександр Горностай — керівник гастрольно-концертного відділу першого українсько-канадського СП «Кобза». Впродовж листопада 1989 — березня 1990 року, незважаючи на складні політичні умови, О. Горностай організував близько 100 концертів лауреатів фестивалю «Червона рута» в усіх обласних центрах України та у Києві, а згодом — понад 200 концертів українських митців в Україні, Австралії, Бельгії, Великій Британії, Ірландії, Канаді, Німеччині, Польщі, США та Франції.
1. Організація гастрольної поїздки 3-х солістів Капелі Бандуристів ім. Т. Шевченка (Детроїт-США) по Україні і на Кубані. Віктор Мішалов, Юліян Китастий і Павло Писаренко поставили коло 90 концертів і брали участь у першій Червоній Руті в Чернівцях.
2. Кото-ансамблю Кадзуе Саваї з Токіо, Японія;
3. Піаніста Я. Рудницького із США;
4. Піаніста Л. Мельника зі Швеції
5. Візантійського хору з Утрехту, Нідерланди;
6. Брас-квартету з Франції;
7. Організація фестивалю в Торонто переможців Червоної Рути в Чернівцях, в квітні 1990. Участь брали понад 50 музикантів з України.
8. Організація гастролей ансамблів з України до Канади й США.

### Видавництво ноти
Віднаходила й видавала ноти напівзабутих творів українських композиторів (зокрема духовні хори М. Лисенка).

### Наукові-дослідницькі проєкти
Організувала і профінансувала проєкти «Українські ірмолої і національна співоча традиція XVI—XIX ст.» (Польща, вик. Ю. Ясіновський), «Спадок української духовної музики» (Канада, вик. М. Юрченко).

### Кінопродукція
1. Фінансування і співорганізація кінофільму Лебедине Озеро — Зона (Swan Lake — The Zone), Режисер: Юрій Іллєнко. Зйомки в Україні — звук і викінчення в Торонто. Фільм виграв першу нагороду в своїй кетегорії на фестивалю в Каннах (Франція) 1990 р. і висвітлювався на різних фестивалях і в багатьох країнах.
2. Фінансування і керівництво виготовлення фільму: Кисневий Голод — Oxygen Starvation, Kobza 252, режисер: Андрій Дончик. Фільм отримав кілька нагород як і сам головний актор — Тарас Денисенко.

### Інші проєкти
Були започатковані ділові розмови між М. Морозом та головою Українського радіомовлення і телебачення М. Охмакевичем відносно закупу та приватизацію телеканалу «УТ-2» з ціллю українізації українського телебачення — і тим чином позитивно вплинути та розвиток української культури та розбити державну монополію засобів масової інформації в Україні.

## Закриття фірми
Фірма офіційно закрилася в 1996 р. після активної восьмирічної діяльності на ниві Української культури. Микола Мороз вклав понад 3 мільйонів доларів у СП до того, як фірма закрилася.

## Продукція

### Список аудіозаписів
1. Маруся Чурай;
2. Золоті ключі / Ніна Матвієнко, Марія Миколайчук, Валентина Ковальчук/.- СП «Кобза», 1989;
3. Тарас Петриненко — «ГРОНО» записано в аудіостудії СП «Кобза», Київ, 1989;
4. Українсько-канадське СП «Кобза» випустило компакт-касету Марійчиних пісень «Ой не квітни, весно»;
5. Раритетний альбом українського рок-гурту Vopli Vidoplyasova «Hey, O.K.!» (Гей, любо! (1991)), виданий українсько-канадським СП «Кобза»;
6. Чоловічий Хоровий Ансамбль — «Боян» — Київ, під орудою Богдана Антківа. Записано в аудіостудії СП «Кобза», Київ, 1990;
7. «Піду втоплюся», Андрій Миколайчук;
8. Український Чоловічий Хор ім. Л. Ревуцького, записано в аудіостудії СП «Кобза» 1989, Київ. Художний керівник і диригент Богдан Антків;
9. «Мамо, я дурна» Врадій Вікторія.

### Список книжкових видань
1. Практичний словник синонімів української мови. К.: СП «Кобза», 1995. — С. 332.
2. Пазюк, Л. К. Граматика англійської мови для школярів, абітурієнтів, студентів: Навч. посіб. / Л. К. Пазюк. — К.: Кобза, 1992. — 415 с.: табл.
3. Дерріда Ж. Позиції. /Пер. Анатолія Ситника. Київ, СП «Кобза», 1994.
4. СП Кобза, Київ, 1993; друге видання Київ, 2000; третє видання БаК, Львів, 2008 Караванський С. Російсько-український словник складної лексики.

### Список фільмів
1. Лебедине Озеро — Зона
2. Кисневий голод (фільм) 1992[3]

Про нестатутні, жорстокі стосунки у Радянській армії. На цьому матеріалі автори простежують ситуацію протистояння особистості і тоталітарної системи. Солдат Роман Білик уперто не бажає визнавати чинними нелюдські закони, які ігнорують його людську та національну гідність. Зрештою, це приводить до трагедії.